# Așchileu
Așchileu (in ungherese Esküllő, in tedesco Grossschwalbendorf) è un comune della Romania di 1 755 abitanti, ubicato nel distretto di Cluj, nella regione storica della Transilvania.
Il comune è formato dall'unione di 5 villaggi: Așchileu Mare, Așchileu Mic, Cristorel, Dorna, Fodora.
La sede comunale è ubicata nell'abitato di Așchileu Mare.

## Storia
Tra le località del comune la prima ad essere menzionata in un documento ufficiale è Fodora, chiamata Villa Fodor nel 1214 mentre le altre sono state fondate nel corso del XIV secolo. Așchileu è nominato nel Gesta Hungarorum come luogo dove venne siglata la pace tra i migratori di Tuhutum e i romeni di Gelu a seguito della morte di quest'ultimo nel X secolo.

## Società

### Evoluzione demografica
Secondo i dati del censimento del 2002 il comune aveva 1 841 abitanti. L'evoluzione demografica ed etnica è la seguente: